# Bergdietikon
Bergdietikon (in einheimischer Mundart: [ˌb̥ɛɾg̊ˈd̥iə̯tikχə]) ist eine Einwohnergemeinde im Schweizer Kanton Aargau. Sie gehört zum Bezirk Baden und liegt südöstlich des Bezirkshauptorts an der Grenze zum Kanton Zürich.

## Geographie
Die Gemeinde Bergdietikon setzt sich aus den Dörfern Baltenschwil (450 m ü. M.), Bernold (500 m ü. M.) und Kindhausen (581 m ü. M.) sowie den Weilern Gwinden (530 m ü. M.), Herrenberg (618 m ü. M.), Oberschönenberg (671 m ü. M.) und Unterschönenberg (591 m ü. M.) zusammen. Diese Siedlungen liegen verstreut am östlichen Abhang des Heitersbergs oberhalb der im Limmattal gelegenen Zürcher Gemeinde Dietikon. Im Nordwesten befindet sich auf einer Höhe von 667 Metern der von steilen, bewaldeten Hängen umgebene Egelsee, der grösste ganz auf Aargauer Boden gelegene natürliche See. Das Gemeindegebiet wird vom Dönibach durchflossen und erstreckt sich im Südosten in das Reppischtal.
Das Gemeindegebiet ist 594 Hektaren gross, davon sind 166 Hektaren bewaldet und 112 Hektaren überbaut. Der höchste Punkt liegt auf 787 Metern auf dem Heitersberg, der tiefste auf 420 Metern an der Reppisch. Nachbargemeinden sind Spreitenbach im Norden, Dietikon im Osten, Urdorf im Südosten, Rudolfstetten-Friedlisberg im Süden, Widen im Südwesten und Bellikon im Westen.

## Geschichte

Luftansicht (1964)

In einem Kanalisationsgraben fand man 1973 eine mächtige Kulturschicht mit zahlreichen römischen Keramikscherben. Seit dem Mittelalter waren die verstreuten Weiler am Osthang des Heitersbergs Teil des Gerichtsbezirks Dietikon. Die erste Erwähnung von Baltenschwil erfolgte 1124 in einer durch Kaiser Heinrich V. ausgestellten Urkunde, die Zinseinnahmen des Klosters Engelberg bestätigte. Neben dem Kloster Muri war vor allem das Kloster Wettingen ein bedeutender Grundherr. Die Burg Kindhausen wurde vermutlich in der ersten Hälfte des 12. Jahrhunderts von den Herren von Schönenwerd, Dienstleuten der Grafen von Kyburg und später der Habsburger, erbaut und um 1200 durch eine Feuersbrunst zerstört.
1415 eroberten die Eidgenossen den Aargau. Bergdietikon gehörte nun zum Amt Dietikon in der Grafschaft Baden, einer gemeinen Herrschaft. 1529 erfolgte die Einführung der Reformation. Im Gegensatz zu anderen Gemeinden der Grafschaft Baden wurden die Bergdietiker nach dem Zweiten Kappelerkrieg von 1531 nicht zur Rückkehr zum alten Glauben gezwungen, dabei dürfte die Nähe zur Stadt Zürich eine Rolle gespielt haben. 1637 bestand in Eichholz die erste Schule.
Im März 1798 nahmen die Franzosen die Schweiz ein und riefen die Helvetische Republik aus. Die Weiler gehörten zur Gemeinde Dietikon im kurzlebigen Kanton Baden. 1803 verfügte Napoleon Bonaparte in der Mediationsakte die Schaffung des Kantons Aargau. Dietikon wurde getrennt: Während die stattliche Siedlung im Limmattal nun zum Kanton Zürich gehörte, gelangten die weit verstreuten Weiler am Heitersberg zum Kanton Aargau und bildeten die Berggemeinde Dietikon, seit 1840 Bergdietikon genannt.
Die dezentrale Siedlungsstruktur erschwerte die Entwicklung der neuen Gemeinde. Die kommunalen Einrichtungen wie Schule und Verwaltung waren über das ganze Gemeindegebiet verstreut, und die Einwohnerzahl stieg nur sehr langsam. Nach 1960 wandelte sich Bergdietikon innerhalb kurzer Zeit von einer armen Bauerngemeinde zu einem attraktiven Wohnstandort, der vor allem wohlhabende Steuerzahler anlockte. Die Bevölkerungszahl stieg seither um mehr als das Sechsfache. 1960 entstand die reformierte Kirche Bergdietikon.

## Ortsmuseum-Bergdietikon

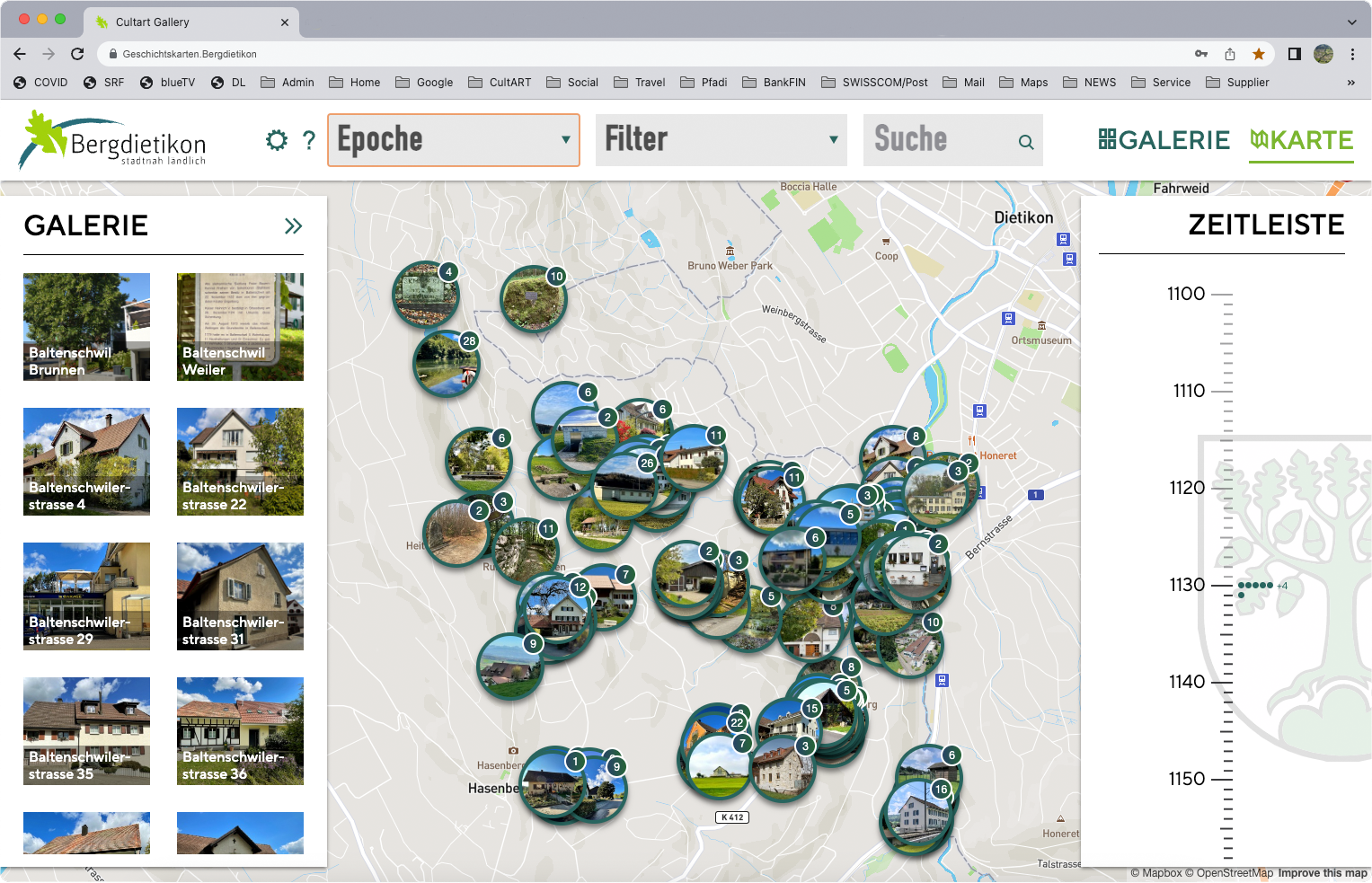
Hauptmenü der Bergditiker Geschichtskarte

Am 1. Dezember 2008 entschied die Gemeindeversammlung, dass in Bergdietikon ein Ortsmuseum entstehen soll. Das Museum wurde in einem Raum an der Schulstrasse 6 im Untergeschoss eingerichtet. Ab 2009 zeigte es in regelmässigen Abständen Ausstellungen zu verschiedenen Themen in der Gemeinde. Seit dem 1. Juli 2023 ist das Ortsmuseum mit seiner Geschichtskarte online. Dabei handelt es sich um eine Karte, die historische Ereignisse, Orte und Personen über geographische Punkte sowie über die Zeit in Beziehung bringt. Die Geschichte Bergdietikons wird demnach über eine Karte erzählt.

## Sehenswürdigkeiten

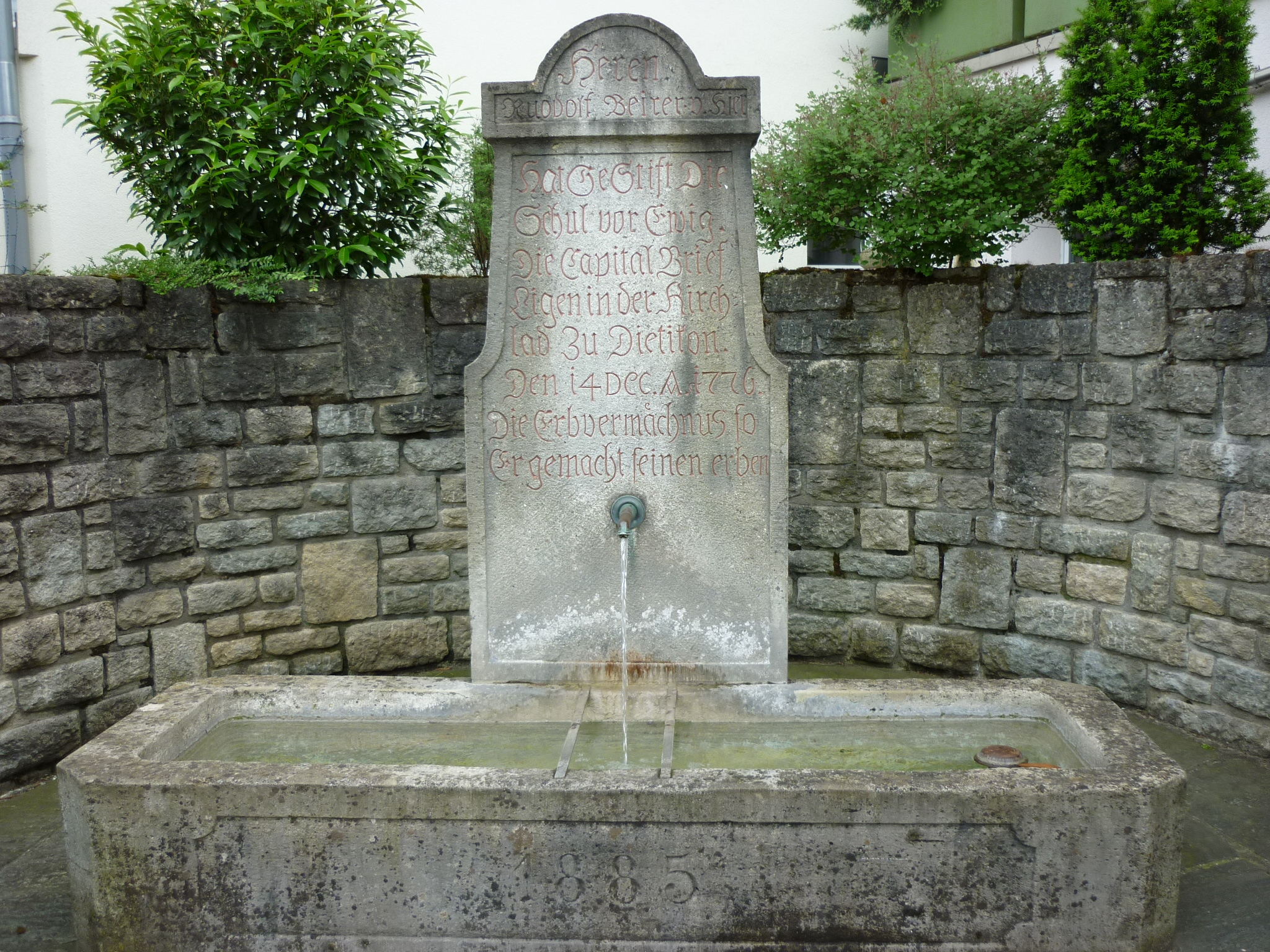
Dorfbrunnen in Kindhausen

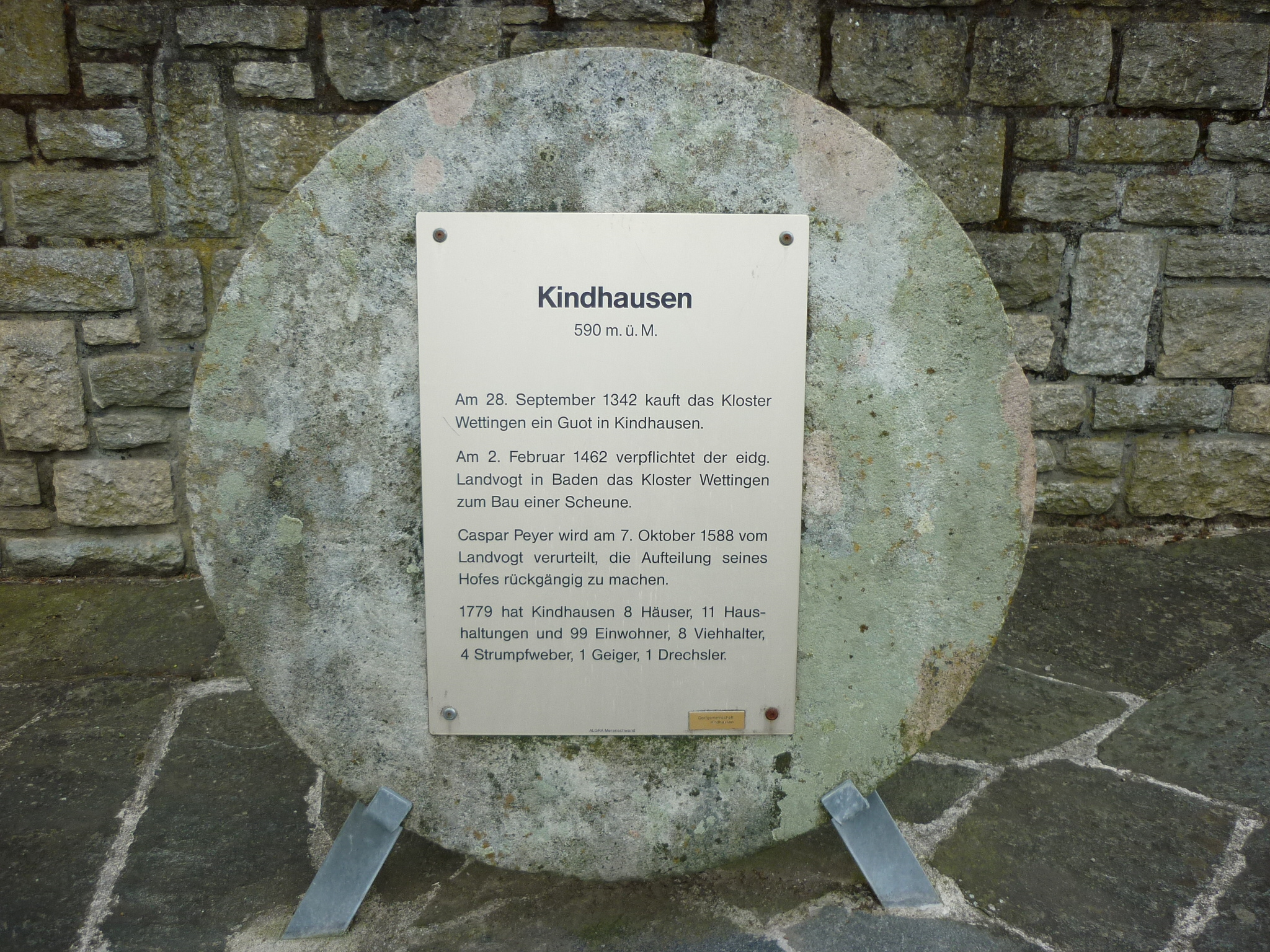
Mühlestein mit Dorfgeschichte

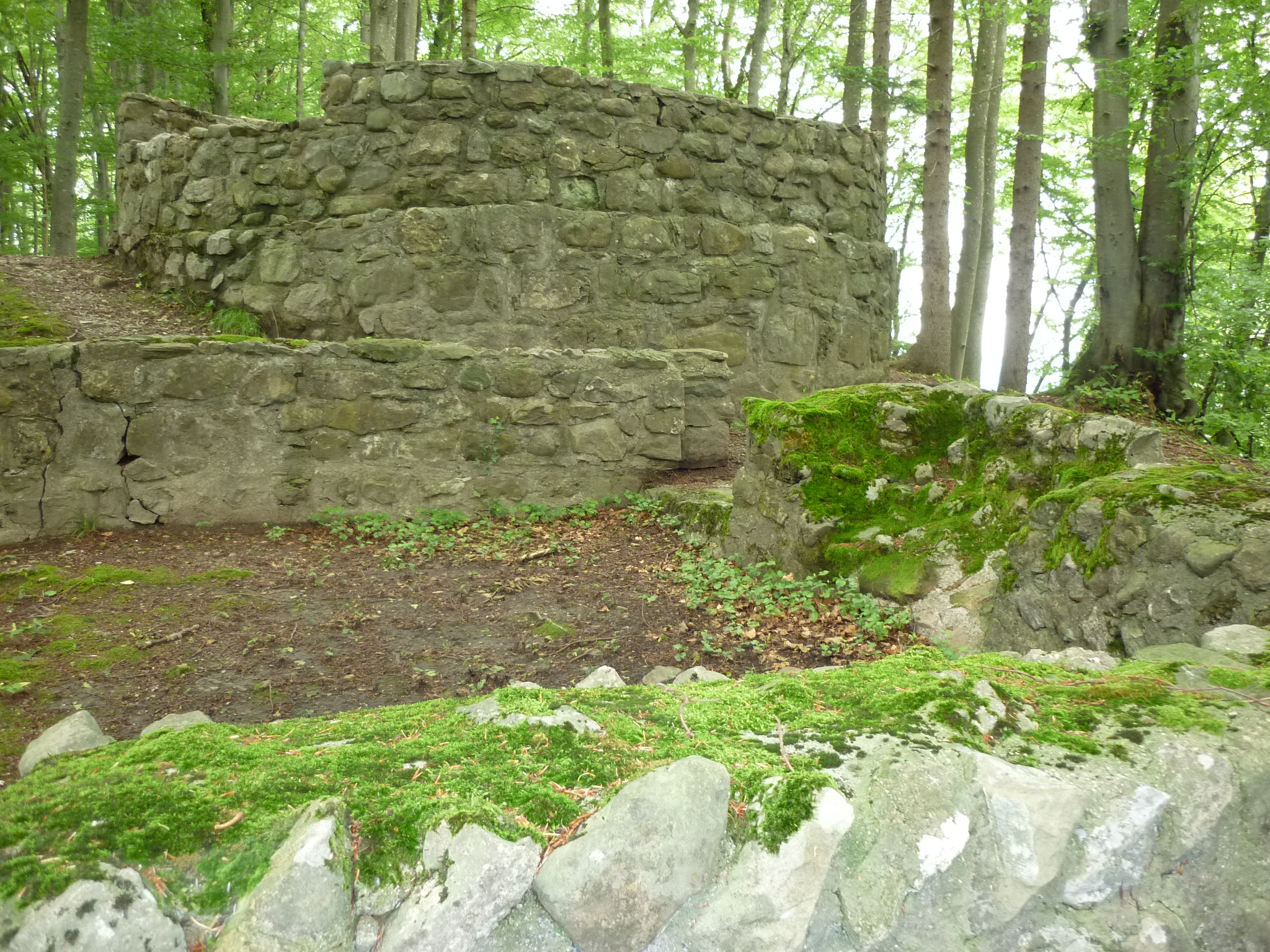
Burgruine Kindhausen

Auf dem Gemeindegebiet von Bergdietikon gibt es zwei Burgruinen. Während von der Burg Kindhausen einzelne Mauerzüge erhalten geblieben sind, ist der Überrest der Ruine Hasenburg nicht mehr sichtbar.

## Wappen
Die Blasonierung des Gemeindewappens lautet: «In Weiss auf grünem Dreiberg ausgerissene grüne Eiche mit grünen Früchten.» Erstmals abgebildet war dieses Wappen 1872 auf dem amtlichen Gemeindesiegel. Das Eichenmotiv wurde gewählt, weil die Gemeindevorsteher früher angeblich im Hof Eichholz gewohnt haben sollen. Der Dreiberg ist als Hinweis auf die hügelige Lage der Gemeinde zu verstehen.

## Bevölkerung
Die Einwohnerzahlen entwickelten sich wie folgt:
| Jahr      | 1780 | 1850 | 1900 | 1930 | 1950 | 1960 | 1970 | 1980 | 1990 | 2000 | 2010 | 2020 |
| Einwohner | 361  | 491  | 466  | 499  | 789  | 426  | 1077 | 1693 | 2194 | 2256 | 2384 | 2909 |

Am 31. Dezember 2023 lebten 2946 Menschen in Bergdietikon, der Ausländeranteil betrug 19,9 %. Bei der Volkszählung 2015 bezeichneten sich 33,2 % als reformiert und 29,6 % als römisch-katholisch; 37,2 % waren konfessionslos oder gehörten anderen Glaubensrichtungen an. 93,4 % gaben bei der Volkszählung 2000 Deutsch als ihre Hauptsprache an, je 1,3 % Französisch und Italienisch sowie 0,9 % Englisch.

## Politik und Recht
Die Versammlung der Stimmberechtigten, die Gemeindeversammlung, übt die Legislativgewalt aus. Ausführende Behörde ist der fünfköpfige Gemeinderat. Er wird im Majorzverfahren vom Volk gewählt, seine Amtsdauer beträgt vier Jahre. Der Gemeinderat führt und repräsentiert die Gemeinde. Dazu vollzieht er die Beschlüsse der Gemeindeversammlung und die Aufgaben, die ihm vom Kanton zugeteilt wurden. Für Rechtsstreitigkeiten ist in erster Instanz das Bezirksgericht Baden zuständig. Bergdietikon gehört zum Friedensrichterkreis IV (Wettingen).

## Wirtschaft
In Bergdietikon gibt es gemäss der im Jahr 2015 erhobenen Statistik der Unternehmensstruktur (STATENT) rund 1100 Arbeitsplätze, davon 5 % in der Landwirtschaft, 50 % in der Industrie und 45 % im Dienstleistungsbereich. Fast alle Unternehmen sind in der Gewerbezone im etwas abseits gelegenen Reppischtal domiziliert. Dort hat unter anderem das auf Schweisstechnologien spezialisierte Unternehmen Soudronic seinen Hauptsitz. Viele Erwerbstätige sind Wegpendler und arbeiten in den Gemeinden des Limmattals oder in der Stadt Zürich.

## Verkehr
Die Siedlungen von Bergdietikon sind durch eine Stichstrasse mit Dietikon verbunden. Eine Nebenstrasse führt von Baltenschwil nach Widen, die gerne als Schleichweg benutzt wird, wenn sich der Verkehr auf der Hauptstrasse über den Mutschellen staut. Baltenschwil, Bernold und Kindhausen sind durch eine Buslinie von Limmat Bus mit dem Bahnhof Dietikon verbunden, wo Anschluss an die S-Bahn Zürich besteht. Eine weitere Linie führt nach Spreitenbach und dient überwiegend dem Schülerverkehr. Trotz seiner Lage im Kanton Aargau gehört Bergdietikon zum Zürcher Verkehrsverbund. Die Industriezone im Reppischtal wird durch die Haltestelle Reppischhof der Bremgarten-Dietikon-Bahn erschlossen. An Wochenenden verkehrt ein Nachtbus von Dietikon nach Kindhausen.

## Bildung
Alle Schulanlagen befinden sich im zentral gelegenen Ortsteil Bernold. Dort stehen der Kindergarten und die Primarschule. Die Realschule, die Sekundarschule und die Bezirksschule können in Spreitenbach besucht werden. Die nächstgelegenen Gymnasien sind die Kantonsschule Baden und die Kantonsschule Wettingen.

## Persönlichkeiten
- Gerhart Isler (* 1949), Publizist
- Werner Kieser (1940–2021), Unternehmer, in Bergdietikon geboren und aufgewachsen